# Fruit à coque
 (février 2021).

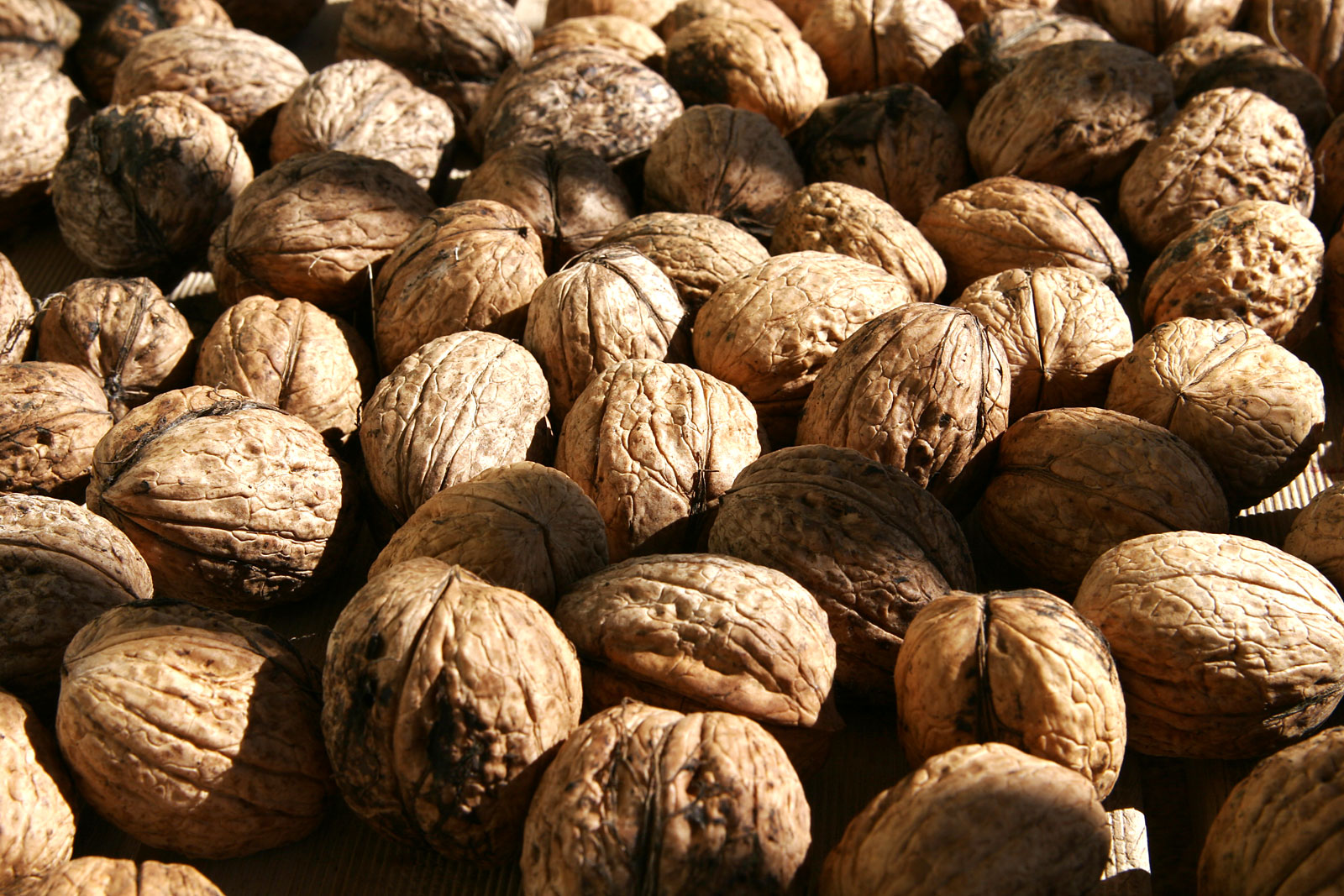
Noix

Les fruits à coque sont des fruits contenant généralement une seule graine oléagineuse comestible enfermée dans une coque sclérifiée à maturité. Il ne s'agit pas d'un concept théorique, mais d'un terme défini par extension, utilisé notamment en alimentation, en nutrition et en allergologie. Il désigne des fruits dont les graines ont des compositions nutritionnelles semblables, et sont reconnues comme favorables à la santé selon les données épidémiologiques. Elles peuvent être cependant source d’allergies.
La noix, la noix de pécan, la pistache, la noix de cajou, l’amande, la noix de macadamia, la noix du Brésil et la noisette sont des exemples de fruits à coque. Ce n'est pas le cas des arachides, qui sont des légumineuses ne présentant pas le même profil allergène.
Suivant le contexte, le terme « fruit à coque » peut désigner le fruit tel que la plante le porte, ou le fruit débarrassé de ses diverses enveloppes et de sa coque, c’est-à-dire la graine (ou amande) comestible.
Des études épidémiologiques (observation de larges populations ou essais cliniques d’intervention), ainsi que plusieurs méta-analyses, ont permis d'observer que la consommation régulière de fruits à coque était associée à un effet cardioprotecteur, permettant de diminuer les risques de maladie coronarienne et cardiovasculaire,,. La consommation de fruits à coque est ainsi considérée bénéfique pour la santé. Cependant, une surconsommation de ces aliments peut se révéler préjudiciable.
Les études sur l'impact des fruits à coque sur la satiété, le poids corporel ou encore le diabète sont également très prometteuses.

## Définition
Le terme « fruit à coque » désigne le plus souvent l'endocarpe des fruits cités plus haut (noix, pistache, etc.).
Sur le plan botanique, le terme fruit désigne l’organe végétal obtenu par maturation de l’ovaire après fécondation de la fleur, chez les Angiospermes. La paroi de l’ovaire forme le péricarpe, et les ovules à l’intérieur de l’ovaire donnent les graines.
De la périphérie vers le centre, le péricarpe (la paroi du fruit) comprend :
- un épicarpe, dit « peau du fruit » dans la langue commune
- un mésocarpe, couche moyenne généralement charnue (la « chair » de la pêche)
- un endocarpe, partie la plus interne du péricarpe, sclérifiée chez les drupes, il constitue la « coque ».

La majorité des fruits à coque, tels que la noix, la noix de pécan, la noix de cajou, la noix de macadamia, l'amande et la pistache sont des drupes.
|                     |           |                                                              |
| Fruit du pistachier |           |                                                              |
| Drupe               | péricarpe | épicarpe, membraneux, jaune rougeâtre                        |
| Drupe               | péricarpe | mésocarpe mince, pulpeux                                     |
| Drupe               | péricarpe | endocarpe, « coque » lignifiée, se fend en deux (déhiscence) |
| Drupe               | graine    | testa, tégument, pellicule brun rougeâtre                    |
| Drupe               | graine    | 2 cotylédons verts, amande comestible                        |

Les fruits à écale sont des fruits à coque de type drupe.
Dans la langue commune, on appelle « noyau » ou « noix », l’endocarpe lignifié enfermant sa graine et « écale », le mésocarpe charnu, comme l’illustre la noix commune (du noyer commun)
|                       |                                                         |                                     |                                     |
| Fruit du noyer commun |                                                         |                                     |                                     |
| Drupe                 | épicarpe membraneux                                     | épicarpe membraneux                 | épicarpe membraneux                 |
| Drupe                 | mésocarpe (charnu), écale verte, « brou » se desséchant |                                     |                                     |
| Drupe                 | noyau « noix »                                          | endocarpe, « coquille » (lignifiée) | endocarpe, « coquille » (lignifiée) |
| Drupe                 | noyau « noix »                                          | graine, « cerneau » (comestible)    | tégument                            |
| Drupe                 | noyau « noix »                                          | graine, « cerneau » (comestible)    | cotylédons                          |

Dans la liste des fruits à coque, en dehors des drupes, on trouve encore des akènes (la noisette), des pyxides (la noix du Brésil) et des gousses (l’arachide, même si elle n'est pas à proprement parler un fruit à coque). Dans tous les cas, l'amande de la graine est enfermée dans une paroi sclérifiée, d'origine variable. Parfois le pignon de pin, une graine de Gymnosperme (dont les graines sont nues, non incluses dans un fruit), est étudiée avec ces fruits.
Si l’on s’en tient à la définition des fruits à coques comme « fruits contenant généralement une graine oléagineuse comestible enfermée dans une coque sclérifiée à maturité », on pourrait ajouter à la liste : les glands (des chênes), les faînes (des hêtres), les noix d’arec (du palmier à bétel, Areca catechu), les châtaignes (des Castanea ) , les noix de coco (des cocotiers,  Cocos nucifera ) etc.
Les termes anglais de « tree nuts » ou de « edible nuts seeds » des articles scientifiques de nutrition correspondent généralement à l'appellation française de « fruits à coque ».

## Production
Les principaux pays producteurs de fruits à coques sont la Chine et les États-Unis. En termes de continents : 
- l’Asie est en tête dans la plupart des productions, noix (la Chine est le premier producteur), noix de cajou (Vietnam, Inde), pistache (Iran), noisette (Turquie),
- l’Amérique du Nord domine pour l’amande (la Californie en est le premier producteur mondial[6])  et la noix de pécan (États-Unis),
- l’Amérique du Sud domine pour la noix du Brésil (Brésil, Bolivie et Pérou),
- l’Afrique domine pour la noix de macadamia (Afrique du Sud).

La production la plus importante en tonnage est la noix de cajou, un fruit tropical produit majoritairement en Asie (56 % de la production mondiale en moyenne sur 1980-2017, notamment le Vietnam et l’Inde) et secondairement en Afrique  (37,6 %, notamment la Côte d’Ivoire et le Bénin).
La deuxième production, la noix, est dominée par la Chine et les États-Unis.
| Production des fruits à coque, non décortiqués, en tonnes | Production des fruits à coque, non décortiqués, en tonnes | Production des fruits à coque, non décortiqués, en tonnes | Production des fruits à coque, non décortiqués, en tonnes | Production des fruits à coque, non décortiqués, en tonnes | Production des fruits à coque, non décortiqués, en tonnes | Production des fruits à coque, non décortiqués, en tonnes |
|                                                           | Noix de cajou                                             | Noix                                                      | Amandes                                                   | Pistache                                                  | Noisettes                                                 | Noix du Brésil                                            |
| --------------------------------------------------------- | --------------------------------------------------------- | --------------------------------------------------------- | --------------------------------------------------------- | --------------------------------------------------------- | --------------------------------------------------------- | --------------------------------------------------------- |
| 2007                                                      | 3 726 232                                                 | 1 983 720                                                 | 1 667 145                                                 | 749 468                                                   | 811 684                                                   | 79 070                                                    |
| 2010                                                      | 3 990 480                                                 | 2 767 426                                                 | 1 899 884                                                 | 718 150                                                   | 854 742                                                   | 90 721                                                    |
| 2016                                                      | 4 087 563                                                 | 3 763 000                                                 | 2 145 426                                                 | 1 166 767                                                 | 748 095                                                   | 103 395                                                   |
| 2017                                                      | 3 971 046                                                 | 3 829 626                                                 | 2 239 697                                                 | 1 115 066                                                 | 1 006 178                                                 | 84 090                                                    |

Les fluctuations annuelles des récoltes peuvent être importantes. Toutefois la décennie 2007-2016 est marquée par une augmentation de la production de noix de 90 %, principalement portée par la Chine qui multiplie sa production par 6 de 2000 à 2016.

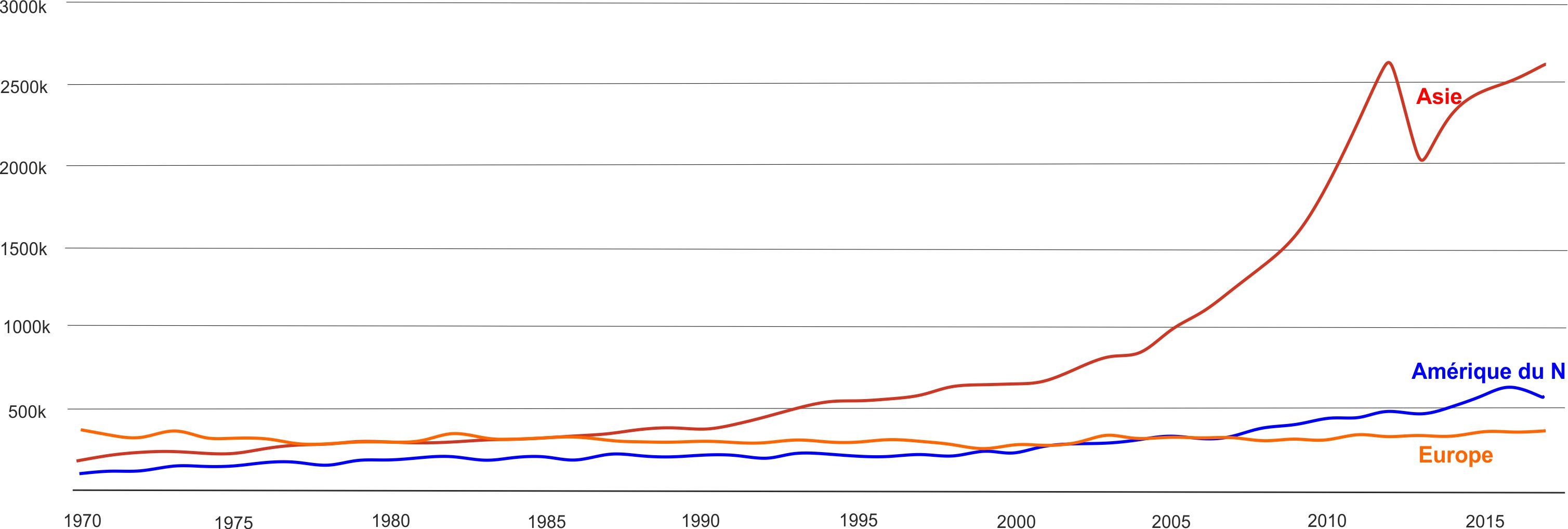
Production de noix (non décortiquées) par zones géographiques (d'après FAOSTAT).

L’Europe, principal continent producteur de noix depuis les années 1960, est dépassée par l’Asie en 1987, puis par l’Amérique du Nord en 2008.
La seconde croissance importante est celle de la pistache : sur la même décennie 2007-2016, la production de pistaches a augmenté de 55 %. De 1980 à 2017, la production mondiale a été multipliée par 15, celle de l’Iran par 25 et celle des États-Unis par 22, si bien que l’Iran reste le premier producteur mondial, suivi par les États-Unis.
La noix du Brésil, récoltée sur des arbres sauvages en pleine forêt, connait des fluctuations saisonnières importantes, mais le phénomène majeur fut l’effondrement de la production de noix du Brésil dans l’Amazonie brésilienne à la suite de la déforestation de la région entre 1970 et 2003. Pendant ce temps, les forêts des régions du bassin amazonien se trouvant en Bolivie et au Pérou furent préservées, et l’extraction de noix se développa régulièrement pour finalement dépasser leur grand voisin brésilien.

## Analyse nutritionnelle
Les tables ci-dessous rassemblent les données de la base Ciqual de l’ANSES de 9 fruits à coque et des pignons de pin fréquemment consommées en Europe. Toutes ces données sont disponibles et commentées dans les articles de Wikipédia traitant de ces aliments.

### Macronutriments
Les fruits à coque sont une riche source de lipides de 47,4 g/100g pour la pistache à 72,6 g/100g pour la noix de pécan et 72,9 g/100g pour la noix de macadamia. La composition en acide gras est très dépendante du génotype (cultivar), des conditions de culture et du traitement de séchage et grillage des fruits. Les grandeurs données par la table Ciqual sont des moyennes représentatives du marché français.
Tous les fruits à coque ont un taux d’acides gras saturés relativement faible, sauf la noix du Brésil (16,2 g/100g). Les acides gras saturés à longue chaîne (acide laurique C12:0, acide myristique C14:0, acide palmitique C18:0) pris en excès peuvent provoquer un excès de cholestérol sanguin (hypercholestérolémiants)  et présentent des effets athérogènes thrombogènes (qui provoque une thrombose) qui peuvent augmenter le risque de maladies cardiovasculaires. Cependant, ces molécules sont également les composants majeurs de la gaine de myéline au niveau du système nerveux cérébral. Ainsi, la consommation d'acide gras saturés peut être bénéfique à condition que les apports ne dépassent pas 12 % de l’apport énergétique total quotidien.
Ci-dessous les compositions des fruits à coque, d’après la base de données Ciqual, classés par ordre d’activité antioxydante décroissante :
| Macronutriments des fruits à coque (g/100g) AGS : acide gras saturé, AGMI : acide gras mono-insaturé, AGPI : acide gras poly-insaturé, AL : acide linoléique, AAL : acide alpha-linolénique | Macronutriments des fruits à coque (g/100g) AGS : acide gras saturé, AGMI : acide gras mono-insaturé, AGPI : acide gras poly-insaturé, AL : acide linoléique, AAL : acide alpha-linolénique | Macronutriments des fruits à coque (g/100g) AGS : acide gras saturé, AGMI : acide gras mono-insaturé, AGPI : acide gras poly-insaturé, AL : acide linoléique, AAL : acide alpha-linolénique | Macronutriments des fruits à coque (g/100g) AGS : acide gras saturé, AGMI : acide gras mono-insaturé, AGPI : acide gras poly-insaturé, AL : acide linoléique, AAL : acide alpha-linolénique | Macronutriments des fruits à coque (g/100g) AGS : acide gras saturé, AGMI : acide gras mono-insaturé, AGPI : acide gras poly-insaturé, AL : acide linoléique, AAL : acide alpha-linolénique | Macronutriments des fruits à coque (g/100g) AGS : acide gras saturé, AGMI : acide gras mono-insaturé, AGPI : acide gras poly-insaturé, AL : acide linoléique, AAL : acide alpha-linolénique | Macronutriments des fruits à coque (g/100g) AGS : acide gras saturé, AGMI : acide gras mono-insaturé, AGPI : acide gras poly-insaturé, AL : acide linoléique, AAL : acide alpha-linolénique | Macronutriments des fruits à coque (g/100g) AGS : acide gras saturé, AGMI : acide gras mono-insaturé, AGPI : acide gras poly-insaturé, AL : acide linoléique, AAL : acide alpha-linolénique | Macronutriments des fruits à coque (g/100g) AGS : acide gras saturé, AGMI : acide gras mono-insaturé, AGPI : acide gras poly-insaturé, AL : acide linoléique, AAL : acide alpha-linolénique | Macronutriments des fruits à coque (g/100g) AGS : acide gras saturé, AGMI : acide gras mono-insaturé, AGPI : acide gras poly-insaturé, AL : acide linoléique, AAL : acide alpha-linolénique | Macronutriments des fruits à coque (g/100g) AGS : acide gras saturé, AGMI : acide gras mono-insaturé, AGPI : acide gras poly-insaturé, AL : acide linoléique, AAL : acide alpha-linolénique |       |
| | Lipide | AGS | AGMI | Oléique ω-9 | AL ω-6 | AAL ω-3 | ratio ω-3 / ω-6 | AGPI | Prot. | Gluc. | Fibre |
| --- | --- | --- | --- | --- | --- | --- | --- | --- | --- | --- | ----- |
| Noix | 67,3 | 6,45 | 14,1 | 13,4 | 36,1 | 7,5 | 0,208 | 43,6 | 13,3 | 6,88 | 6,7   |
| Pacane | 72,6 | 6,62 | 40,6 | 40,6 | 22,1 | 1,01 | 0,046 | 23,1 | 9,57 | 5,27 | 8,33  |
| Pistache | 47,4 | 5,52 | 23,8 | 23,1 | 13,3 | 0,26 | 0,020 | 13,5 | 18,4 | 18,6 | 10,1  |
| Cajou | 49,5 | 10,5 | 26,7 | 26,7 | 8,71 | 0,1 | 0,011 | 9,05 | 15,2 | 26,7 | 3,85  |
| Amande | 53,4 | 4,19 | 31,8 | 31,5 | 11,6 | 0,052 | 0,004 | 13,5 | 21,1 | 7,85 | 10,2  |
| Noix Brésil | 66,7 | 16,2 | 21,8 | 19,5 | 25,2 | 0,059 | 0,002 | 25,6 | 14,8 | 5,28 | 6,4   |
| Pignon | 65 | 5,53 | 19,9 | 18,3 | 30,4 | 0,15 | 0,005 | 33 | 13,7 | 6,31 | 10    |
| Macadamia | 72,9 | 11,6 | 57,2 | | | | | 1,65 | 7,14 | 8,35 | 8,6   |
| Noisette | 63 | 4,46 | 45,7 | 45,7 | 5,25 | 0,057 | 0,011 | 7,92 | 13,9 | 6,99 | 9,7   |

Les fruits à coque se caractérisent par une forte teneur en acides gras insaturés (AGI), allant de 35,75 g/100g pour la noix de cajou à 63,7 g/100g pour la noix de pécan. Deux classes d'AGI sont distingués
- les acides gras mono-insaturés (AGMI) : la noix de macadamia est la plus riche (57,7 g/100g), suivie de noisette (45,7 g/100g) et la pacane. Pour les fruits à coque (hormis les macadamias), les AGMI sont représentés presque exclusivement par l’acide oléique (C18:1, n-9), connu pour jouer un rôle préventif dans les maladies cardiovasculaires[10]. Ainsi les noisettes, avec un taux de 72 % d’acide oléique (des lipides totaux), se trouvent au même niveau que l’huile d’olive (71,26 % d’acide oléique). Toutefois, les noisettes apportent, en plus des lipides, des protéines (14 %), des glucides (7 %) et des composés phénoliques.
- les acides gras poly-insaturés (AGPI), divisés en deux grandes familles :
  - les oméga-6 (noté ω6 ou n-6) : l’acide linoléique (C18:2, n-6), un oméga-6 indispensable car le corps ne sait pas le synthétiser, se trouve en forte teneur dans la noix (36,1 g/100g) et le pignon de pin [12]. Les oméga-6 sont hypocholestérolémiants (ils font diminuer le cholestérol sanguin) mais pro-inflammatoires et participent à l’agrégation plaquettaire.
  - les oméga-3 (noté ω3 ou n-3) : l’acide alpha-linolénique (C18:3, n-3) est un oméga-3 indispensable, plus répandu dans les aliments d’origine végétale qu’animale. Les cerneaux de noix sont un des aliments les plus riches en acide alpha-linolénique (7,5 g/100g), seulement dépassés par les graines de lin (16,7 g/100g) ou de chia ou les huiles de lin ou de noix[13]. La noix de pécan, le fruit à coque dont la composition est la plus proche de la noix commune, en contient 7 fois moins. Quant aux autres, ils en contiennent des quantités négligeables. Les poissons gras réputés riches en oméga-3 apportent principalement de la DHA et de l’EPA. Ainsi, la sardine à l’huile en boîte (égouttée) ne contient que 0,075 g/100g d’alpha-linolénique (soit 100 fois moins que la noix[n 3]) et 1,24 g/100g d’EPA et 1,69 g/100g de DHA. Les oméga-3 sont anti-inflammatoires, ils limitent l’agrégation plaquettaire (la coagulation) donc favorisent la fluidité du sang, augmentent le HDL cholestérol (le bon cholestérol), participent à la prévention des maladies neurodégénératives (maladie d’Alzheimer, de Parkinson), ralentissent la croissance tumorale (notamment colorectale et prostatique)[10].

Les fruits à coque les plus riches en AGPI (poly-insaturés) sont la noix (43,6 g/100g), le pignon (33 g/100g), la noix du Brésil et la noix de pécan. Pour profiter pleinement des bienfaits des poly-insaturés, il faut tenir compte de leur teneur relative. En effet, l’acide linoléique (ω6) et l’acide alpha-linolénique (ω3) sont utilisés par notre organisme pour synthétiser l’EPA ou acide éicosapentaénoïque (C20:5 ω-3) puis le DHA acide docosahexaénoïque (22:6 ω-3). Les acides gras sont en compétition dans cette cascade métabolique, le rapport oméga6/oméga3 est déterminant pour cette compétition : il doit être de l’ordre de 4 à 5. Les oméga-6 ne devraient pas dépasser 4 à 5 fois les oméga-3 (ω6 < 5.ω3) car notre alimentation est généralement trop riche en ω6.
| Profil des AG poly-insaturés | Profil des AG poly-insaturés | Profil des AG poly-insaturés | Profil des AG poly-insaturés | Profil des AG poly-insaturés | Profil des AG poly-insaturés | Profil des AG poly-insaturés | Profil des AG poly-insaturés | Profil des AG poly-insaturés | Profil des AG poly-insaturés | Profil des AG poly-insaturés |
|                              | Noix                         | Pignon                       | Noix du Brésil               | Noix de pécan                |                              |                              |                              |                              |                              |                              |
| AGPI                         | 43,6                         | 33                           | 25,6                         | 23,1                         |                              |                              |                              |                              |                              |                              |
| ω6/ω3                        | 4,8                          | 202,6                        | 427,1                        | 21,8                         |                              |                              |                              |                              |                              |                              |
| ---------------------------- | ---------------------------- | ---------------------------- | ---------------------------- | ---------------------------- | ---------------------------- | ---------------------------- | ---------------------------- | ---------------------------- | ---------------------------- | ---------------------------- |

Les cerneaux de noix, non seulement sont les plus riches en AG poly-insaturés, mais en plus, ils sont les seuls fruits à coque à avoir le rapport ω6/ω3 < 5. L’alimentation actuelle a tendance à trop favoriser les oméga-6. Avec le développement de l’élevage intensif, les animaux sont nourris avec des tourteaux de soja, tournesol et de maïs, tous très riches en oméga-6. Nous consommons actuellement trop d’ω6 et pas assez d’ω3.
Rappelons que les eicosanoïdes (AG en C20) de la famille des ω3 ont des propriétés anti-inflammatoires, qu’ils limitent l’agrégation plaquettaire et la vasoconstriction et qu’à l’inverse, les eicosanoïdes de la famille des ω6 sont pro-inflammatoires, favorisent la coagulation et la vasoconstriction.

### Micronutriments

#### Les vitamines
Les fruits à coque sont riches en certaines vitamines B et pour la majorité en vitamine E.
| Vitamines des fruits à coque (µg/100g) | Vitamines des fruits à coque (µg/100g) | Vitamines des fruits à coque (µg/100g) | Vitamines des fruits à coque (µg/100g) | Vitamines des fruits à coque (µg/100g) | Vitamines des fruits à coque (µg/100g) | Vitamines des fruits à coque (µg/100g) | Vitamines des fruits à coque (µg/100g) | Vitamines des fruits à coque (µg/100g) | Vitamines des fruits à coque (µg/100g) | Vitamines des fruits à coque (µg/100g) |
|                                        | proA                                   | B1                                     | B2                                     | B3                                     | B6                                     | B9                                     | C                                      | D                                      | E                                      | K                                      |
| AJR                                    | 800                                    | 1 100                                  | 1 400                                  | 16 000                                 | 1 400                                  | 200                                    | 80 000                                 | 5                                      | 12 000                                 | 75                                     |
| 20% AJR                                | 160                                    | 220                                    | 280                                    | 3 200                                  | 280                                    | 40                                     | 16 000                                 | 1                                      | 2 400                                  | 15                                     |
| -------------------------------------- | -------------------------------------- | -------------------------------------- | -------------------------------------- | -------------------------------------- | -------------------------------------- | -------------------------------------- | -------------------------------------- | -------------------------------------- | -------------------------------------- | -------------------------------------- |
| Noix                                   | 20,7                                   | 300                                    | 50                                     | 400                                    | 190                                    | 120                                    | 770                                    | <0,25                                  | 1 670                                  | 2,4                                    |
| Pacane                                 | 29                                     | 590                                    | 120                                    | 1170                                   | 200                                    | 19,8                                   | 970                                    | 0                                      | 1 400                                  | 3,5                                    |
| Pistache                               | 156                                    | 670                                    | 170                                    | 1 200                                  | 1 410                                  | 94,2                                   | <500                                   | 0                                      | 1090                                   | 13,2                                   |
| Cajou                                  | 0                                      | 360                                    | 150                                    | 1 140                                  | 380                                    | 51,4                                   | <500                                   | 0                                      | 750                                    | 34,7                                   |
| Amande                                 | 1                                      | 180                                    | 910                                    | 3 400                                  | 110                                    | 93,1                                   | <500                                   | 0                                      | 14 600                                 | 0                                      |
| Noix Brés                              | 0                                      | 870                                    | 35                                     | 250                                    | 100                                    | 13                                     | 700                                    | 0                                      | 5 330                                  | 0                                      |
| Pignon                                 | 17                                     | 570                                    | 110                                    | 3 290                                  | 140                                    | 80,2                                   | <500                                   | 0                                      | 8 470                                  | 53,9                                   |
| Noisette                               | 11                                     | 380                                    | 110                                    | 1 100                                  | 340                                    | 121                                    | <500                                   | 0                                      | 5 650                                  | 14,2                                   |

Les apports journaliers recommandés (AJR) étant des valeurs repères utilisées comme référence pour l'étiquetage des produits alimentaires, ne fournissent qu’une indication très grossière des apports journaliers nécessaires, car ils ne tiennent pas compte de l’âge ni du sexe. Dans la table de données tirée de Ciqual, nous avons mis en gras les valeurs supérieures à 20 % de l’AJR.
Rappelons que les valeurs moyennes données devraient être encadrées par les valeurs minimum et maximum puisque ces grandeurs dépendent parfois énormément du cultivar de la plante et de la méthode d’élaboration après la récolte (séchage, grillage, salage).
Parmi les vitamines liposolubles (vitamine A, D, E, K1), la vitamine A est très peu disponible dans les fruits à coque (sauf pour la pistache). Toutefois, la vitamine E est abondamment concentrée dans l’amande, le pignon, la noisette et la noix du Brésil. Elle se retrouve dans les huiles tirées de ces fruits à coque. Concernant la contribution des aliments à l’apport de vitamine E pour la population française, l’afssa (anses) rapporte que ce sont les huiles végétales et leurs dérivés qui sont à la fois les aliments les plus riches en vitamine E par unité de poids et la principale source alimentaire de  vitamine E (50-70 %).
Parmi les vitamines hydrosolubles (les vitamines B et C), la vitamine B1 (thiamine) et la vitamine B9 (folate) sont abondantes dans presque tous les fruits à coque. Toutefois, tous les fruits à coque sont très pauvres en vitamine C (on la trouve dans le cassis, les poivrons, kiwis). Ces vitamines étant hydrosolubles ne se retrouvent pas dans les huiles extraites des fruits à coque.

#### Les oligo-éléments
| Noix      | 75   | 35,1 | 2,2  | 140 | 2,9  | 360 | 430 | 2,7  |
| Pacane    | 69,8 |      | 2,57 | 123 | 4,27 | 277 | 409 | 4,61 |
| Pistache  | 98,5 | 728  | 2,4  | 105 | 0,65 | 437 | 655 | 2,3  |
| Cajou     | 40,3 | 364  | 3,9  | 223 | 1,1  | 452 | 546 | 5,4  |
| Amande    | 248  | <61  | 3    | 232 | 1,39 | 416 | 668 | 2,85 |
| Noix Brés | 150  |      | 2,47 | 367 | 2    | 658 | 591 | 4,13 |
| Noisette  | 116  |      | 2,8  | 138 | 3,9  | 263 | 551 | 2,25 |

Les fruits à coque sont riches en magnésium Mg, manganèse Mn, phosphore P, potassium K et zinc Zn ; ils dépassent tous les 20 % de l’AJR pour ces minéraux. Les noix du Brésil et les amandes sont les plus riches en magnésium. Les noix de pécan sont très riches en manganèse. La noix du Brésil est aussi particulièrement riche en sélénium (0,103 mg/100g), un oligo-élément abondant dans les poissons et les viandes.

## Les composés phytochimiques

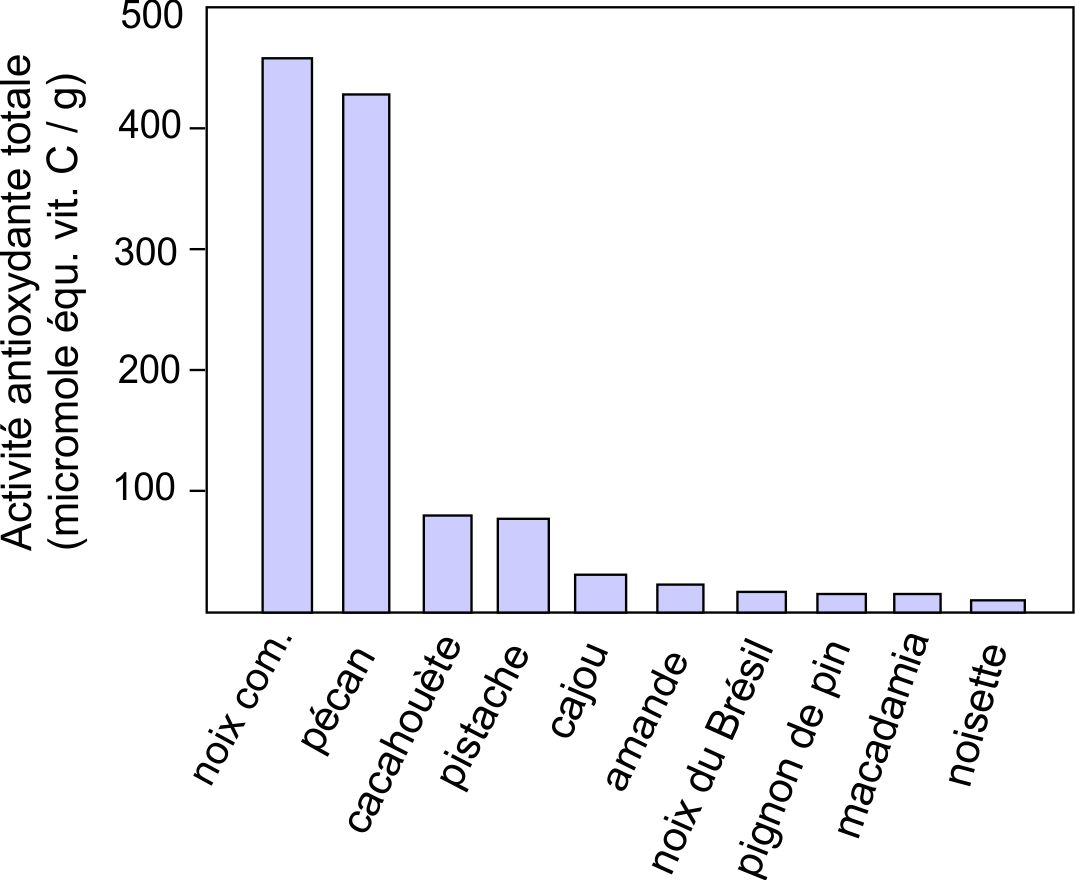
Activité antioxydante des extraits phytochimiques de 9 fruits à coque (Yang et al.)

Les composés phytochimiques sont des composés bioactifs non nutritifs (flavonoïdes, phytostérols, polyphénols, etc.) qui sont reliés à une diminution des risques de maladies chroniques. Des études scientifiques,, ainsi que deux grandes bases de données (USDA et Phenol-Explorer,) répertorient des mesures des composés phytochimiques dans les aliments.
Les flavonoïdes se trouvent particulièrement dans les noix et les pacanes, mais également dans les macadamias, amandes et pistaches,,. Les tanins condensés se trouvent en quantité la plus élevée dans les amandes, noisettes, pacanes et pistaches. Le contenu phénolique est le plus grand dans les noix, et est significatif dans les noix de pécan, cacahouètes, pistaches et macadamias,.
Des teneurs élevées en phénols solubles et en flavonoïdes sont corrélé à une activité antioxydante plus importante. Ainsi, les noix et pacanes ont une activité antioxydante totale très nettement supérieure aux autres fruits à coque,.
| Fruits à coque (Yang et al.) | Fruits à coque (Yang et al.) | Fruits à coque (Yang et al.) | Fruits à coque (Yang et al.)      |
|                              | Phénols tot. (mg/100g)       | Flavonoïdes tot. (mg/100g)   | Activité anti-oxydante (vit. C/g) |
| ---------------------------- | ---------------------------- | ---------------------------- | --------------------------------- |
| Noix                         | 1580,5                       | 744,8                        | 458,1                             |
| Pacane                       | 1463,9                       | 704,7                        | 427,0                             |
| Cacahuète                    | 645,9                        | 189,8                        | 81,3                              |
| Pistache                     | 571,8                        | 143,3                        | 75,9                              |
| Cajou                        | 316,4                        | 63,7                         | 29,5                              |
| Amande                       | 212,9                        | 93,5                         | 25,4                              |
| Noix Brésil                  | 169,2                        | 107,8                        | 16,0                              |
| Pignon                       | 152,9                        | 45,0                         | 14,6                              |
| Macadamia                    | 497,8                        | 137,9                        | 13,4                              |
| Noisette                     | 314,8                        | 113,7                        | 7,1                               |

Les teneurs exactes des différents composés phytochimiques sont dépendants du cultivar de la plante, de la méthode de culture, des conditions de stockage et de traitement (séchage, grillage). Une étude a, par exemple, montré que l'activité antioxydante est considérablement plus élevée lorsque les fruits à coque conservent leur pellicule, comparé au cas où ils seraient débarrassés de leur tégument. L'activité antioxydante de la noix peut ainsi diminuer d'un facteur 20 si sa pellicule lui est retirée.
| Activité antioxydante totale FRAP (mmol/100g) d'après Blomhoff et al. | Activité antioxydante totale FRAP (mmol/100g) d'après Blomhoff et al. | Activité antioxydante totale FRAP (mmol/100g) d'après Blomhoff et al. | Activité antioxydante totale FRAP (mmol/100g) d'après Blomhoff et al. |
|                                                                       | Activ. antioxy. (avec pellicule)                                      | Activ. antioxy. (sans pellicule)                                      |                                                                       |
| --------------------------------------------------------------------- | --------------------------------------------------------------------- | --------------------------------------------------------------------- | --------------------------------------------------------------------- |
| Noix                                                                  | 23,073                                                                | 1,131                                                                 |                                                                       |
| Pacane                                                                | 8,330                                                                 | 0,838                                                                 |                                                                       |
| Cacahuète                                                             | 1,967                                                                 | 0,571                                                                 |                                                                       |
| Amande                                                                | 0,412                                                                 | 0,112                                                                 |                                                                       |

Une étude a également montré in vitro que les noix et les pacanes montrent la plus forte activité antiproliférative vis-à-vis de cellules hépatiques (HepG2) et de cellules cancéreuses du côlon (Caco-2).

## Propriétés physiologiques

### Essais cliniques randomisés contrôlés
| Effets des régimes AGMI, AGPI sur le cholestérol total et le LDL cholestérol | Effets des régimes AGMI, AGPI sur le cholestérol total et le LDL cholestérol | Effets des régimes AGMI, AGPI sur le cholestérol total et le LDL cholestérol |
|                                                                              | Cholestérol tot.                                                             | LDL-C                                                                        |
| ---------------------------------------------------------------------------- | ---------------------------------------------------------------------------- | ---------------------------------------------------------------------------- |
| AGMI                                                                         | -10 %                                                                        | -14 %                                                                        |
| AGPI                                                                         | -16 %                                                                        | -21 %                                                                        |

Une étude menée par l'hôpital universitaire de Jérusalem (Berry et al., 1991) s'est intéressée aux effets des régimes riches en acide gras monoinsaturés (AGMI) en comparaison avec ceux riches en acide gras poly-insaturés  (AGPI)  durant deux périodes de 12 semaines. Chaque régime était conçu pour fournir 33,5 % de lipides, 15,5 % de protéines et 51 % de glucides ainsi que 300 mg de cholestérol. Le cholestérol sanguin total diminua de 10 % pour le régime AGMI et de 16 % pour le régime AGPI (comparée aux valeurs de base). Le LDL cholestérol (dit « mauvais ») diminua de 14 % pour les AGMI et de 21 % pour les AGPI. Toutefois, ces régimes n’eurent aucun effet significatif sur le HDL-cholestérol (dit « bon »).
En Australie, une étude semblable consista à remplacer dans un régime référence la moitié des lipides par des amandes (riches en AGMI) ou des noix (riches en AGPI) durant 3 semaines. Comparé au régime de référence dont les lipides étaient apportés principalement par la noix de coco (riche en acide gras saturés), le régime avec amandes fit diminuer la concentration en cholestérol total de 7 % et en LDL cholestérol de 10 % et le régime avec noix fit diminuer le cholestérol total de 5 % et le LDL cholestérol de 9 %. Ces régimes ne furent pas dotés d'effets significatifs sur le HDL.

### Protection contre les maladies cardiovasculaires
Les données épidémiologiques montrent que la consommation régulière de fruits à coque a un effet cardioprotecteur parce qu’elle contribue à abaisser le cholestérol total et le cholestérol LDL. L’amélioration de ces facteurs de risque des maladies cardiovasculaires est due aux fortes teneurs en acides gras insaturés et en fibres alimentaires des fruits à coque.
Une étude prospective menée sur une large cohorte de 86 016 infirmières durant 14 ans (Nurses’ Health Study), a trouvé que celles qui consommaient au moins 5 fois des fruits à coque par semaine avaient une diminution du risque de maladie coronarienne fatale de 39 % et d’infarctus du myocarde non fatal de 32 %.
En combinant quatre études prospectives semblables, Kelly et Sabaté (2006) ont trouvé une diminution du risque de maladie coronarienne de 37 % pour ceux qui consomment des fruits à coque plus de quatre fois par semaine, comparée à ceux qui en mangent rarement ou jamais.
Une méta-analyse de Aune et al. (2016) avec 20 études prospectives a trouvé une diminution du risque relatif pour 28 g/jour en plus de fruits à coque, de 29 % pour les maladies coronariennes, de 21 % pour les maladies cardiovasculaires, de 15 % pour tous les cancers, de 22 % pour toutes les causes de mortalité. En plus, il a été trouvé une réduction du risque relatif 52 % pour les maladies respiratoires, de 39 % pour le diabète, et de 75 % pour la mortalité par maladies infectieuses.

### Contrôle de la masse corporelle
Les fruits à coque sont des aliments très énergétiques, car riches en lipides. On pourrait s’attendre à ce que leur consommation en plus grande quantité sans ajustement de l’équilibre énergétique : c'est-à-dire une diminution de l’apport énergétique par réduction de certains aliments ou grâce à des exercices physiques, puisse conduire à une prise de poids.
Aucune étude épidémiologique n’a appuyé la crainte que les fruits à coque puissent causer une prise de poids. Au contraire, les études portant sur de grandes cohortes, qui ont rapporté la diminution des risques cardiovasculaires avec la consommation fréquente de fruits à coque, ont toutes trouvé une relation inverse ou nulle entre la prise de fruits à coque et l’indice de masse corporelle IMC.
Sabaté et al. (2005) ont cherché à voir si une consommation quotidienne de noix (représentant 12 % de l’apport énergétique) pendant six mois modifierait le poids corporel. Dans cet essai randomisé contrôlé croisé auprès de 90 personnes, il était demandé aux sujets de manger une quantité de noix précise (de 28 à 56 g selon leur apport énergétique quotidien) durant le régime ‘Noix’ (comportant un supplément de noix) et de ne pas en manger durant le régime ‘Témoin’. Les participants ignoraient que l’étude portait sur le contrôle du poids. On leur demandait de ne pas changer leur activité physique et de ne pas chercher à perdre du poids durant l’étude. Durant le régime ‘Noix’ les sujets avaient un apport énergétique plus élevé que durant le régime ‘Témoin’ (1 952 kcal versus 1 819 kcal soit 133 kcal de plus). Ce supplément d’énergie 133 kcal est cependant moindre que l’apport d’énergie des noix (231 kcal), ce qui suggère une substitution partielle avec d’autres aliments. Néanmoins, l’apport énergétique de 133 kcal en plus, durant le régime ‘Noix’ aurait dû conduire à un gain de poids de 3,1 kg en 6 mois. Pour tous les participants, la prise de noix  a conduit à une prise de poids de 0,4 kg (et de l’indice de masse corporel de 0,2 kg/m2). Mais, après ajustement pour tenir compte des différences d’énergie entre les régimes ‘Témoins’ et ‘Noix’, aucune différence n’a été observée dans le poids corporel. Pour expliquer le gain de poids plus faible que prévu, plusieurs mécanismes peuvent être invoqué, tels que l'augmentation du niveau de satiété, de la dépense énergétique au repos (la thermogenèse induite par l’alimentation), les effets anti-obésité de la mélatonine et des phénols et les changements du microbiome intestinal.

## Allergènes
Les allergies aux fruits à coque peuvent être très sérieuses et provoquer des réactions anaphylactiques graves. Le fruit à coque le plus susceptible de provoquer une allergie en Europe est la noisette. Les symptômes d'une allergie aux fruits à coque peuvent inclure des démangeaisons de la peau, des difficultés respiratoires, des maux de tête, des crampes abdominales, des éruptions cutanées et des gonflements. 
Une revue systématique a mis en évidence que même si les tests de diagnostic d'allergie aux fruits à coque ont une valeur prédictive positive de 95 %, il existe encore une proportion importante d'individus qui tomberont dans la « zone grise », ce qui nécessite finalement un test alimentaire pour vraiment déterminer le statut allergique de l'individu.